# Johan Bergstad
Johan Bergstad, född 5 mars 1973 i Gävle, är en svensk psykolog, författare och föreläsare. Bergstad fick ett genombrott med boken Hjärnfokus – Så blir du lugn, kreativ och fokuserad, som bl a uppmärksammades av Svenska Dagbladet, TV4 Nyhetsmorgon, Sveriges Radio , Tidningen Hälsa, Framgångspodden med flera. Bergstad föreläser bl a om fokusträning, arbetsglädje, Work-Life Balance och kommunikation.
Boken Hjärnfokus bygger på forskning om hjärnan och varvar praktiska fokusövningar, personliga berättelser och fakta om alltifrån beslutsfattande till prestationer och kreativitet. Boken ger en introduktion till "det mentala gymmet" och innehåller tips och tricks för att få livet att fungera så optimalt som möjligt mitt bland distraktioner. Johan Bergstad har bl a bidragit till att sprida kunskap om hjärnans tre nätverk för uppmärksamhet: viljestyrt fokus eller "den inre chefen", larmsystemet och "dagdrömmarläget" (Default Mode Network).
Johan Bergstad har grundat Mindfulness Academy Scandinavia och Mindfulness Apps (tillsammans med psykologen och författaren Martin Ström). Han samverkar med internationella förgrundsfigurer som Jon Kabat-Zinn och Christopher Germer med flera. 
Bergstad påbörjade en bana som journalist och har blivit publicerad i en rad tidningar och tidskrifter. Har en fil kand. i statsvetenskap från Uppsala universitet och Lunds universitet och psykologexamen från Linköpings universitet. Han är även verksam som haikupoet och har blivit uppmärksammad i både svenska och internationella sammanhang.
Johan Bergstad bor i Hedemora i Dalarna och har fyra barn tillsammans med Ylva Bergstad (paret skilde sig 2021). Familjen gjorde en uppmärksammad resa runt jorden 2018, där de bland annat överlevde en kraftig cyklon på Tonga i Söderhavet.

## Diktantologier (i urval)
- 2019 En fjäril lyfter från sin skugga (Svenska Haikusällskapet)
- 2017 A New Resonance 10 – Emerging Voices in English–Language Haiku (Red Moon Press)
- 2017 Genom lövverket – En antologi med svensk haiku (Svenska Haikusällskapet)
- 2015 Nest feathers – Selected haiku from the first 15 years of The Heron's Nest (The Heron's Nest Press)
- 2009 Snödroppar / Snowdrops (Bokverket)
- 2008 Ljudlöst stiger gryningen – Tio svenska haikupoeter (Östasieninstitutet)
- 2008 dust of summers – The Red Moon Anthology of English–Language Haiku 2007 (Red Moon Press)
- 2004 Haiku – Förvandlingar (Östasieninstitutet)